# Réunion La Première (radio)
Pour les articles homonymes, voir Réunion La Première.
 (mai 2023).
Réunion La Première est une chaîne de radio généraliste publique française de proximité  de France Télévisions diffusée dans le département d'outre-mer de La Réunion.

## Histoire de la chaîne
Dès 1923 une station de T.S.F. est créée dans l’aile gauche de la caserne d’artillerie désaffectée du Barachois de Saint-Denis, alors que le pylône du Barachois, avec ses 75 mètres de haut, est achevé le 9 août de la même année[réf. nécessaire].
La radiodiffusion pénètre à partir de 1926 quelques foyers réunionnais qui s’équipent d’énormes postes pour écouter essentiellement musiques, nouvelles et entretiens. Le prince Vinh-San et son assistant René Demarne organisent le premier "radio-concert" par T.S.F. le 24 septembre 1927 à 20 h 30. Pour l'occasion, La Marseillaise, sur disque, ouvre l’émission, suivie d'une allocution du maire de Saint-Denis, du premier chant en direct, celui de Georges Fourcade interprétant "Mon Doudou", d'une prestation d'un ensemble musical, d'une causerie et de plusieurs pièces radiophoniques. Quelques mois plus tard, est diffusé le premier programme radio de l’île en 1928.
L'expérience devient quotidienne avec la création de Radio-Saint-Denis en 1929 par les deux radio-amateurs pour le plaisir de quelques privilégiés. René Demarne en est à la fois l’unique journaliste, animateur et technicien. Il s'entraîne deux quarts d'heure par jour, puis envoie quelques heures de musique et d'informations, permettant aux Réunionnais d'entendre presque instantanément des nouvelles, qui, auparavant mettaient trois mois à parvenir dans l'île et aux aviateurs d'être mieux informés des conditions météorologiques pour effectuer leurs raids audacieux. La radio est une annexe des PTT qui fonctionne dans trois pièces de l'ex-caserne d'artillerie du Barachois qu’elle partage avec la TSF, et qui est écoutée sur des postes de réception publics répartis un peu partout dans l’île.
Dès le mois de mars 1938, la station commence à faire des directs et ses dirigeants déclarent vouloir en faire « la voix de La Réunion dans l'Océan Indien ». La première émission en créole est proposée le 5 juin 1938. Mais les programmes se tournent très vite vers l’actualité et la musique du reste du monde plutôt que vers l’actualité réunionnaise, une attitude qui est renforcée par le contexte mondial de l’approche de la Seconde Guerre mondiale.
Le régime de Vichy fait de Radio Saint-Denis une structure indépendante baptisée Radio Nationale chargée d'assurer la propagande.
La Réunion devient un département français le 19 mars 1946, ce qui entraîne l'application des lois métropolitaines sur l'île. En conséquence, l'ordonnance du 23 mars 1945 instaurant en France un monopole d'État sur la radiodiffusion entre en application en 1948 et Radio-Saint-Denis passe alors sous la direction de l'établissement public responsable de ce monopole, la R.D.F., qui renforce la puissance et le nombre d’émetteurs dans l’île. La barrière du relief fait que seul le nord de l’île est couvert correctement.
La R.D.F. devient Radiodiffusion-télévision française (R.T.F.) en 1949. Pour ses bulletins d'information, la station a d'abord accès, dès 1955, au service Afridascar de l’AFP concernant l’Afrique et Madagascar, pays auxquels est alors assimilée La Réunion aux yeux des responsables parisiens de la R.T.F., mais les informations fournies ne correspondent pas aux attentes des Réunionnais. Les protestations répétées de Jean Vincent-Dolor, responsable de l’information, auprès de sa direction trouvent un écho favorable grâce à l'intervention en 1963 de l’entourage du nouveau député de La Réunion, Michel Debré, par laquelle les journalistes obtiennent enfin l'accès aux dépêches nationales et internationales de l’AFP.
Le sud de l'île accède à son tour à la radio au début des années 1960. Par la suite, Radio-Saint-Denis appartient à l'Office de radiodiffusion télévision française (O.R.T.F.) à partir de juin 1964.
À la suite de l'éclatement de l'O.R.T.F. en juillet 1974, les stations régionales de radio de l’Outre-mer français sont intégrées à la nouvelle société nationale de programme France Régions 3 (FR3), au sein de la délégation FR3 DOM-TOM. La chaîne devient FR3-Réunion le 6 janvier 1975.
Le monopole de la radiodiffusion sur l'île tombe le 29 juin 1981 lors du lancement de Radio Détente n° 1, première radio libre, suivie le 14 juillet de Radio Free Dom. Ces radios entendent jouer la carte de la proximité et donner la parole à ceux qui ne passent jamais à la radio en désinstitutionalisant le média. En même temps s'opère le passage à la diffusion en FM de FR3 Réunion, mode de modulation qui garantit une très nette amélioration de la qualité du son et permet la diffusion en stéréo.
Le 31 décembre 1982, FR3 Réunion prend le nom de RFO Réunion à la suite de la création de la société nationale de programmes RFO (Radio-Télévision Française d’Outre-Mer) par transfert des activités de FR3 pour l’Outre-mer. Durant les quatorze ans qui vont suivre, RFO Réunion va progressivement se doter d’équipements techniques de qualité afin de produire et diffuser de plus en plus d’émissions régionales. Ainsi, la tranche des matinales (5 h 00 – 8 h 00) est complètement refondue dans les années 1990 sur l’initiative du rédacteur en chef Bruno Minas avec des rendez-vous d'information toutes les demi-heures et de nombreuses chroniques incluant notamment l’actualité de la zone Océan indien. Ce rendez-vous se renforce par la mise en place de l'interactivité avec le public en 1994. De nouvelles émissions de contenu voient aussi le jour comme La Réunion lontan, séquence humoristique proposée par Thierry Jardinot pour la promotion de l’emploi, ou La Réunion profonde, échanges avec une figure locale d'un lieu.
La suppression de la publicité commerciale sur la radio de RFO Réunion est accordée en janvier 1996 par le ministre des DOM-TOM, Jean-Jacques de Peretti, à la suite des revendications du Front des Ondes Réunionnaises qui rassemble 26 radios locales privées.
En février 1999, RFO Réunion devient Radio Réunion, à la suite de la transformation de RFO en Réseau France Outre-mer.
La loi de réforme de l'audiovisuel n° 2004-669 du 9 juillet 2004 intègre la société de programme Réseau France Outre-mer au groupe audiovisuel public France Télévisions, qui devient alors un acteur de la radio publique en France, et dont dépend depuis Radio Réunion. Son président, Rémy Pflimlin, annonce le 12 octobre 2010 le changement de nom du Réseau France Outre-mer en Réseau Outre-Mer 1re pour s'adapter au lancement de la TNT en Outre-Mer. Toutes les chaînes de radio du réseau changent de nom le 30 novembre 2010 lors du démarrage de la TNT et Radio Réunion devient ainsi Réunion 1re.

## Identité visuelle

### Logos

Logo de la R.D.F. Radio-Saint-Denis de 1948 au 8 février 1949
Logo de la R.T.F. Radio-Saint-Denis du 9 février 1949 au 4 février 1959
Logo de R.T.F. Radio-Saint-Denis du 4 février 1959 au 26 juin 1964
Logo de O.R.T.F. Radio-Saint-Denis du 24 décembre 1964 au 5 janvier 1975
Logo de FR3-Réunion du 6 janvier 1975 au 30 décembre 1982
Logo de RFO Réunion du 31 décembre 1982 à 1993
Logo de RFO Réunion de 1993 au 31 janvier 1999
Logo de Radio Réunion du 1er février 1999 au 22 mars 2005
Logo de Radio Réunion du 23 mars 2005 au 29 novembre 2010
Logo de Réunion 1re du 30 novembre 2010 au 28 janvier 2018
Logo de Réunion 1re depuis le 29 janvier 2018

## Organisation
Réunion 1re est l'antenne de radiodiffusion du pôle média de proximité Réunion 1re Radio-Télé-Internet, déclinaison du pôle Outre-Mer 1re de France Télévisions.

### Dirigeants
Directeur :
- Prince Vinh-San : 1929 - 1940

Directeurs régionaux :
- Bernard Guyot : 1963 - ?
- Robert Villeneuve : ? - 01/07/1969
- Irénée Colonne : 01/07/1969 - ?
- Alain Le Garrec : 07/1986 - 1987
- Albert-Max Briand : 1995 - 1999
- Gora Patel : 1999 - 07/2002
- Dominique Richard : 07/2002 - 29/03/2005
- Gérald Prufer : 30/03/2005 - 22/09/2008
- Benoît Saudeau : 23/09/2008 - 23/05/2011
- Robert Moy : 23/05/2011 - 30/06/2012
- Gérard Christian Hoarau (intérim) : depuis le 5 juillet 2012

Directeurs de l'antenne radio :
- Gora Patel : 1994 -
- Xavier Lambert : 24/04/2009 - 15/09/2010
- Lilian de Boisvilliers : depuis le 15 septembre 2010

### Budget
Réunion 1re dispose d'un budget versé par Outre-Mer 1re et provenant pour plus de 90 % des ressources de la redevance audiovisuelle et des contributions de l’État français allouées à France Télévisions. Il est complété par des ressources publicitaires.

### Siège
L’O.R.T.F. Réunion était initialement installée rue du Mât-du-Pavillon à Saint-Denis jusqu'en 1970 quand elle déménage dans des bâtiments du Barachois, ancienne caserne d’artillerie, utilisée par la suite comme écurie, puis comme magasin ayant autrefois appartenu à la Compagnie des Indes et aujourd’hui en partie classé Monument historique. La station partageait alors ses locaux avec les PTT. Ce bâtiment étant mal adapté pour la radio et la télévision, France Télévisions a acquis le 17 février 2010 un terrain de 6 500 mètres carrés situé le long du boulevard sud, dans le quartier de la Technopole à l’entrée est de Saint-Denis, pour y construire pour 23 millions d’euros le nouveau siège, de Réunion 1re Radio-Télé-Internet dans lequel les services de télévision du pôle ont aménagé le 5 février 2012, suivis le 26 février des services de la radio.

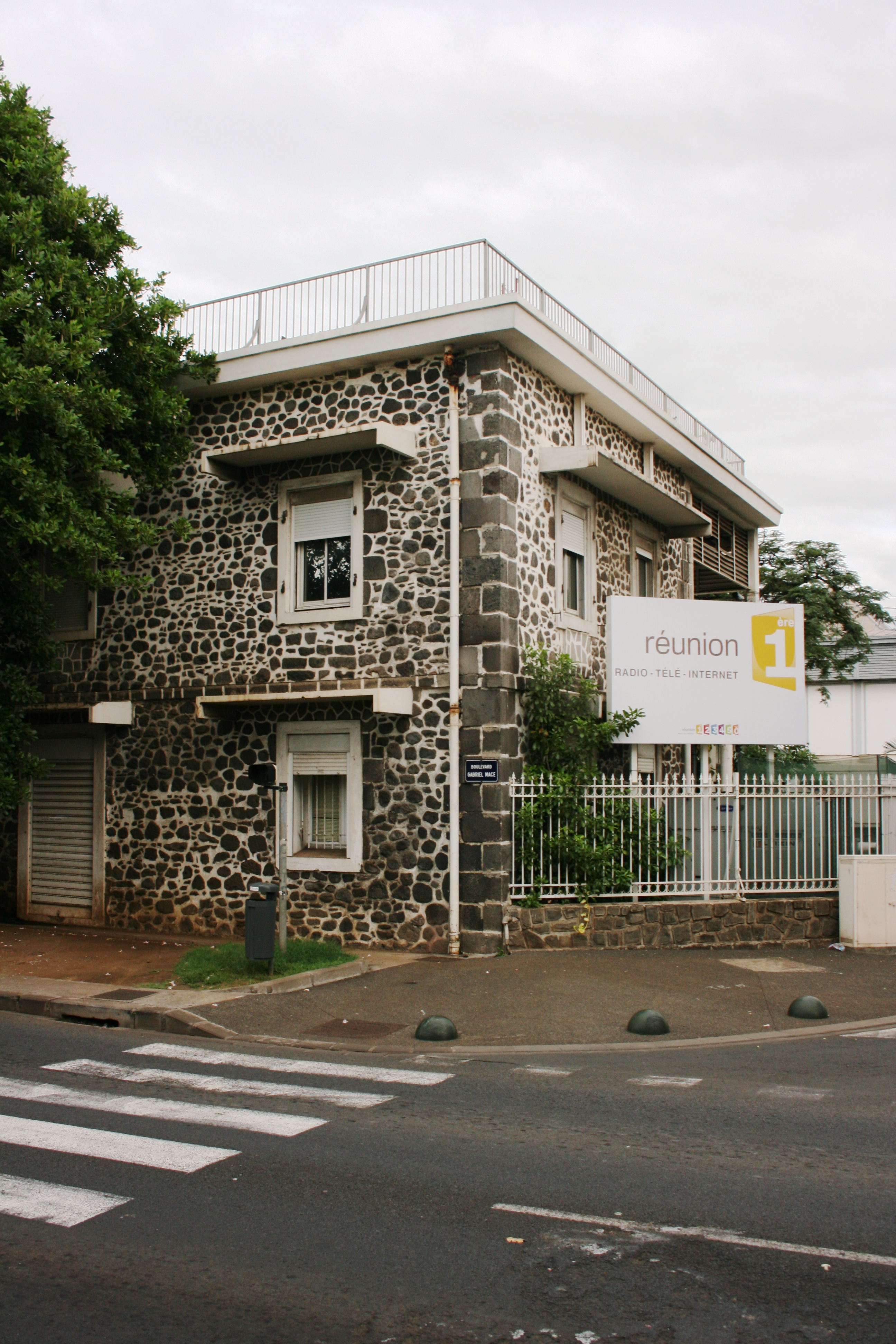
Ancien siège de Réunion 1re au 1 rue Jean Châtel au Barachois

### Missions
Les missions de Réunion 1re sont de produire des programmes de proximité, d'assurer une meilleure représentation de la vie sociale, culturelle, sportive, musicale et économique de l'île dans le bassin de l'Océan Indien et à l'international par la coproduction de magazines et par le biais de Radio Ô. Elle est aussi chargée de représenter la diversité et la neutralité.

## Programmes
Réunion 1re diffuse des émissions de proximité, mais également des émissions produites par Radio Ô ou issues du groupe Radio France.

### Audience
Avec 5,9 % de part d'audience, soit plus de 78 308 auditeurs (source Médiamétrie janvier-juin 2011), Réunion 1re est la troisième radio la plus écoutée à La Réunion après Radio Free Dom et NRJ.

## Diffusion
Réunion 1re est diffusée sur le réseau hertzien analogique en modulation d'amplitude sur les fréquences 1 215 kHz et 666 kHz et en FM via seize émetteurs couvrant l’ensemble de l'île de La Réunion :
- Petite Île : 87.8 MHz
- Le Port : 91 MHz
- Saint-Benoît : 106.7 / 89.6 MHz
- Saint-Denis : 89.2 MHz
- Saint-Philippe : 92.7 MHz
- Saint-Leu : 90.9 MHz
- Saint-Louis : 87.8 MHz
- Saint-Paul : 90.7 MHz MHz
- Sainte-Rose : 96.5 MHz
- Sainte-Suzanne : 90.0 MHz
- Salazie : 90.8 MHz
- Le Tampon : 90.7 MHz
- Saint-Joseph : 89.5 MHz
- Mafate : 87.8 MHz
- Cilaos : 93.5

Elle est aussi accessible par satellite sur CanalSat Réunion, Parabole Réunion et Parabole Maurice et en streaming sur son site internet.
Elle est également audible en France métropolitaine sur Freebox TV et le bouquet TV de SFR.
Le pôle Réunion 1re Radio-Télé-Internet diffuse aussi France Inter en direct sur l'ancien réseau RFO 2 (91.6 MHz) et France Culture en direct à Saint-Denis sur l'ancien troisième canal de RFO.
Depuis le 1er janvier 2016, la diffusion en AM en onde moyenne a été arrêté.